# 拠出
| ウィキペディアには「拠出」という見出しの百科事典記事はありません（タイトルに「拠出」を含むページの一覧/「拠出」で始まるページの一覧）。 代わりにウィクショナリーのページ「拠出」が役に立つかもしれません。 |